# دانيال جوردون
دانيال جوردون (بالألمانية: Daniel Gordon)‏ هو لاعب كرة قدم جامايكي ، مواليد 16 يناير 1985 م بمدينة دورتموند بألمانيا الغربية ، يلعب في نادي كارلشروهر الألماني، ومثل منتخب جامايكا لكرة القدم في بطولة كوبا أمريكا 2015 التي أقيمت في تشيلي .

## روابط خارجية
- دانيال جوردون على موقع قاعدة بيانات كرة القدم.إي يو (الإنجليزية)
- دانيال جوردون على موقع بيانات كرة القدم. دي إي (الألمانية)
- دانيال جوردون على موقع ناشيونال فوتبول تيمز (الإنجليزية)
- دانيال جوردون على موقع Soccerway.com (الإنجليزية)
- دانيال جوردون على موقع عالم كرة القدم.نت (الإنجليزية)
- دانيال جوردون على موقع AS.com (الإسبانية)